# Voleibol de praia nos Jogos Asiáticos de 2022
O vôlei de praia nos Jogos Asiáticos de 2022 foi realizado em Liampó, na China, entre os dias 19 a 28 de setembro de 2023. Nessa edição, 16 países jogaram na competição masculina e 11 países participaram da competição feminina.

## Cronograma
| P | Fase preliminar | R | Oitavas de final | ¼ | Quartas de final | ½ | Semifinais | F | Finais |

| Evento↓/Data → | 19 Ter | 20 Qua | 21 Qui | 22 Sex | 23 Sáb | 24 Dom | 25 Seg | 26 Ter | 27 Qua | 28 Qui |
| -------------- | ------ | ------ | ------ | ------ | ------ | ------ | ------ | ------ | ------ | ------ |
| Masculino      | P      | P      | P      | P      |        | R      | ¼      | ½      |        | F      |
| Feminino       | P      | P      | P      | P      |        | R      | ¼      | ½      | F      |        |

## Classificação

### Masculino
| Pos. | Equipe                                          | J | V | D |
| ---- | ----------------------------------------------- | - | - | - |
| 1    | QAT Cherif Younousse – Ahmed Tijan              | 6 | 6 | 0 |
| 2    | CHN Abuduhalikejiang Mutailipu – Wu Jiaxin      | 6 | 5 | 1 |
| 3    | KAZ Sergey Bogatu – Dmitriy Yakovlev            | 7 | 6 | 1 |
| 4    | IRI Abbas Pouraskari – Alireza Aghajani         | 7 | 5 | 2 |
| 5    | CHN Wang Yanwei – Li Jie                        | 4 | 3 | 1 |
| 5    | INA Mohammad Ashfiya – Bintang Akbar            | 4 | 3 | 1 |
| 5    | IRI Bahman Salemi – Sina Shokati                | 5 | 4 | 1 |
| 5    | KAZ Nurdos Aldash – Kirill Gurin                | 4 | 2 | 2 |
| 9    | INA Danangsyah Pribadi – Sofyan Rachman Efendi  | 3 | 1 | 2 |
| 9    | JPN Takumi Takahashi – Yuya Ageba               | 3 | 1 | 2 |
| 9    | OMA Ahmed Al-Housni – Haitham Al-Shereiqi       | 4 | 2 | 2 |
| 9    | OMA Nouh Al-Jalbubi – Mazin Al-Hashmi           | 4 | 2 | 2 |
| 9    | PHI Jude Garcia – James Buytrago                | 3 | 1 | 2 |
| 9    | QAT Mahmoud Assam – Abdallah Nassim             | 4 | 2 | 2 |
| 9    | THA Dunwinit Kaewsai – Surin Jongklang          | 3 | 1 | 2 |
| 9    | THA Poravid Taovato – Pithak Tipjan             | 3 | 2 | 1 |
| 17   | HKG Wong Pui Lam – Lam Ki Fung                  | 2 | 0 | 2 |
| 17   | KOR Lee Dong-seok – Kim Jun-young               | 3 | 1 | 2 |
| 17   | MDV Ismail Sajid – Adam Naseem                  | 2 | 0 | 2 |
| 17   | PHI Jaron Requinton – Ranran Abdilla            | 2 | 0 | 2 |
| 17   | PLE Taleb Al-Najjar – Mohammed Al-Qishawi       | 2 | 0 | 2 |
| 17   | PLE Abdallah Al-Arqan – Ibrahim Qusaya          | 2 | 0 | 2 |
| 17   | TJK Muhsini Rustamzoda – Mukhamadrasul Tursunov | 3 | 1 | 2 |
| 17   | TLS Fabricius Correia – Joel Valente            | 3 | 1 | 2 |
| 25   | KOR Kim Myeong-jin – Bae In-ho                  | 3 | 0 | 3 |
| 25   | MAC Cheong Hou Wang – Wong Wai Hei              | 3 | 0 | 3 |
| 25   | MAC Tam Chit Meng – Chan Ka Lon                 | 3 | 0 | 3 |

## Feminino
| Pos. | Equipe                                                                         | J | V | D |
| ---- | ------------------------------------------------------------------------------ | - | - | - |
| 1    | CHN Xue Chen – Xia Xinyi                                                       | 8 | 8 | 0 |
| 2    | JPN Sayaka Mizoe – Miki Ishii                                                  | 8 | 7 | 1 |
| 3    | CHN Wang Fan – Dong Jie                                                        | 8 | 7 | 1 |
| 4    | THA Taravadee Naraphornrapat – Worapeerachayakorn Kongphopsarutawadee          | 8 | 6 | 2 |
| 5    | INA Dhita Juliana – Desi Ratnasari                                             | 6 | 4 | 2 |
| 5    | JPN Akiko Hasegawa – Yurika Sakaguchi                                          | 6 | 4 | 2 |
| 5    | PHI Floremel Rodriguez – Genesa Jane Eslapor                                   | 6 | 4 | 2 |
| 5    | THA Woranatchayakorn Phirachayakrailert – Charanrutwadee Patcharamainaruebhorn | 6 | 4 | 2 |
| 9    | HKG Wong Man Ching – To Wing Tung                                              | 5 | 1 | 4 |
| 9    | HKG Yuen Ting Chi – Lo Wai Yan                                                 | 5 | 1 | 4 |
| 9    | INA Nur Atika Sari – Bernadetta Shella Herdanti                                | 5 | 2 | 3 |
| 9    | KAZ Laura Kabulbekova – Nadezhda Ivanchenko                                    | 5 | 2 | 3 |
| 9    | KAZ Alina Rachenko – Anastassiya Ukolova                                       | 5 | 1 | 4 |
| 9    | MAC Law Weng Sam – Leong On Ieng                                               | 5 | 2 | 3 |
| 9    | PHI Kyhlem Progella – Grydelle Matibag                                         | 5 | 2 | 3 |
| 9    | SRI Deepika Bandara – Chathurika Weerasinghe                                   | 5 | 1 | 4 |
| 17   | KOR Lee Ho-bin – Jeon Ha-ri                                                    | 4 | 0 | 4 |
| 17   | KOR Shin Ji-eun – Kim Se-yeon                                                  | 4 | 0 | 4 |
| 17   | MAC Tam Kin Teng – Lei Keng Lai                                                | 4 | 0 | 4 |
| 17   | TJK Zamira Badalbekova – Anisa Khurshedodova                                   | 4 | 0 | 4 |

## Nações participantes
- CHN China (8)
- TLS Timor-Leste (2)
- HKG Hong Kong (6)
- INA Indonésia (8)
- IRI Irã (4)
- JPN Japão (6)
- KAZ Cazaquistão (8)
- MAC Macau (8)
- MDV Maldivas (2)
- OMA Omã (4)
- PLE Palestina (4)
- PHI Filipinas (8)
- QAT Catar (4)
- KOR Coreia do Sul (8)
- SRI Sri Lanka (2)
- TJK Tajiquistão (4)
- THA Tailândia (8)

## Medalhistas
| Evento    | Ouro                                   | Prata                                          | Bronze                                         |
| --------- | -------------------------------------- | ---------------------------------------------- | ---------------------------------------------- |
| Masculino | QAT Catar Cherif Younousse Ahmed Tijan | CHN China Abuduhalikejiang Mutailipu Wu Jiaxin | KAZ Cazaquistão Sergey Bogatu Dmitriy Yakovlev |
| Feminino  | CHN China Xue Chen Xia Xinyi           | JPN Japão Sayaka Mizoe Miki Ishii              | CHN China Wang Fan Dong Jie                    |